# 江戸城大乱
『江戸城大乱』（えどじょうたいらん）は、1991年公開の時代劇映画。四代将軍・徳川家綱の跡目を巡る権力闘争を、壮絶なアクションシーンを交えて描く。

## あらすじ
延宝八年、四代将軍・家綱は病身のため、政治の実権は大老の酒井忠清が一手に握っていた。初代将軍・徳川家康以来、長子相続してきた徳川幕府だったが、家綱には子供が居なかったため、後継問題が持ち上がった。忠清は御三家の当主である徳川光友、徳川光貞、徳川光圀や、老中の大久保忠朝、稲葉正則、久世広之らを集め、次期将軍選定の評定を行う。三代将軍・徳川家光の三男・綱重、四男・綱吉、さらに御三家当主が候補にあげられたが、忠清は綱重を強く推す。そんな中、忠清に反感を持つ旗本たちが綱吉を担ぎ上げて謀反を計画する。しかし、若年寄の堀田正俊がその動きを察知し、綱吉たちは捕らえられ小伝馬町の牢屋敷へ投獄される。謀反を未然に防いだ正俊は、忠清から次期将軍に決定し江戸に来る綱重を護衛するように命を下される。一方、綱吉は暫く獄中で過ごした後に釈放され、出迎えに来た正俊に対して将軍位に就く意思がないことを告げる。
正俊は綱重を護衛して甲府から江戸に向かうが、その途中で数十人の刺客に襲われ、綱重が暗殺されてしまう。忠清は生き残った正俊から、刺客が柳生新陰流を使う尾張柳生であることを伝えられる。江戸城では再び後継者の選定が行われることになり、後継候補として綱重の遺児・虎松と綱吉、さらに光友の息子・五郎太の名前が挙がったが、綱吉は忠清に対して「傀儡になるつもりはない」と告げる。家綱の名代で選定の席に居た光圀は綱吉の豪胆さを気に入り時期将軍に推すが、忠清は彼が謀反を計画していたことを理由に退け、虎松を後継に推した。同じ頃、家光の側室・桂昌院は息子の綱吉を将軍に就けるように忠清を説得するが拒否され、出仕を止められていた正俊に協力を依頼する。また、光友の名代である江戸家老・志母沢織部正も忠清に接触し、「一千万両で将軍位を買いたい」と申し出る。後日金座で志母沢は、かつて初代藩主・徳川義直が家康から分け与えられながらも手を付けずに隠匿していた慶長小判の一千万両を引き渡す。忠清は一千万両を鋳造所に運び込み、新しい小判を鋳造して半分を幕府の金蔵に収め、残りの半分で江戸城の天守閣を再建するように命令する。しかし、忠清が鋳造所を去った直後、潜んでいた正俊が目付の目羅源蔵と職人に扮していた源蔵の手下を率いて姿を現したあと志母沢たちと斬り合いになり、正俊は一騎打ちの末に志母沢を斬り捨てる。
志母沢を始末した後、忠清は虎松が幼少であることを理由に、京から有栖川宮幸仁親王を呼び寄せて将軍位に就けることを決定し、光友との約定を反故にする。同時に用済みとなった正俊を始末することに決める。正俊は護持院で桂昌院と面会し忠清に対抗するように勧められるが、そこに忠清の命を受けた源蔵が手下を引き連れて現れる。正俊は忠清に反逆することを決意し、護持院の僧隆光の助けを得て脱出する。桂昌院は家綱と面会して綱吉を後継者にするように説得するが、それを見た忠清は典医の日向法眼に命じて家綱を毒殺し、「家綱の遺言」と詐称して虎松を次期将軍に決定する。しかし、家綱の侍女から本物の家綱の遺言状を受け取った正則は忠清を問い質し、遺言状を公表しようとする。忠清は公表を阻止するため、忠朝に上意討ちを命じる。正則は忠朝に斬られて重傷を負いながらも諸大名たちの元に辿り着き、駆け付けた娘婿の正俊が遺言状を公表し、綱吉が次期将軍に決定する。
正俊は遊興に耽る綱吉の元に向かい、彼を江戸城に護送する。綱吉の元には隆光が率いる大勢の町民が集まり大行列となるが、江戸城に向かう橋を渡ろうとした際に、源蔵が仕掛けた爆弾が爆発して全員川に投げ出されてしまう。源蔵は手下を率いて綱吉に襲いかかるが、反撃した正俊に斬り捨てられる。難を逃れた綱吉は将軍位に就く覚悟を決め、正俊と共に江戸城に乗り込む。正俊は紅葉山東照宮で家康・秀忠・家光の歴代将軍の位牌を前に礼拝する忠清の元に向かい、忠清は「綱吉は側室になる前の桂昌院と自分の間に生まれた子供だ」と告げ、将軍家の血筋ではない者が将軍になるのを阻止しようとしていたこと、家綱を法眼に暗殺させたことを語る。忠清は「最後の務め」として綱吉の命を狙うが、そこに将軍家の五代目として跡目を継いだ綱吉が現れ、忠清を大老から罷免する。将軍としての威厳を身に付けた綱吉の気迫に圧倒された忠清は平伏し、将軍家への不忠を詫びて切腹する。忠清に促された正俊は綱吉を連れ出し、桂昌院に看取られながら息を引き取る。

## キャスト
- 酒井雅楽頭忠清：松方弘樹
- 桂昌院：十朱幸代
- 堀田備中守正俊：三浦友和
- 志母沢織部正：西岡徳馬
- 徳川家綱：金田賢一
- 徳川綱重：神田正輝
- 徳川綱吉：坂上忍
- お栄：池上季実子
- 麻鳥：野村真美
- 森川軍兵衛：谷口高史
- 稲葉正則：加藤武
- 徳川光友：金子信雄
- 徳川光圀：丹波哲郎
- 徳川光貞：神山繁
- 目羅源蔵：平泉成
- 護寺院隆光：伊藤敏八
- 千代姫：藤奈津子
- 久世広之：唐沢民賢
- 大久保忠朝：江原真二郎
- 牧野成貞：大出俊
- 若林杢左衛門：下川辰平
- 日向法眼：西田健

## スタッフ
- 監督：舛田利雄
- 脚本：高田宏治
- 原案：桂木薫[2]
- 企画：日下部五朗、堀口壽一
- 製作：高岩淡、村上光一
- プロデューサー：本田達男、鎌田敏郎、妹尾啓太、加藤浩輔
- 撮影：北坂清
- 美術：井川徳道
- 録音：伊藤宏一
- 照明：増田悦章
- 編集：市田勇
- 音楽：池辺晋一郎
- 主題歌：崎谷健次郎「涙が君を忘れない」
- 技斗：土井淳之祐
- アクション協力：ジャパンアクションクラブ
- スタント：諸鍛冶裕太、青木哲也、夏山剛一、中村健人、重見成人、宮本浩光
- 特撮協力：東宝映像美術
- 視覚効果：宮西武史
- 合成：マリンポスト
- 火薬効果：太平特殊効果
- 製作：東映、フジテレビジョン
- 配給：東映